# William Powell Lear
William Powell Lear, supranumit „Bill Lear”, (n. 26 iunie 1902, Hannibal, Missouri, SUA – d. 14 mai 1978, Reno, Nevada, SUA) a fost un inventator și om de afaceri american. Este cunoscut pentru faptul de a fi fondat Lear Jet Corporation, o companie care fabrică avioane cu reacție personale pentru afaceri. El a inventat alimentatorul electric care poate înlocui bateria B și a dezvoltat caseta audio cu 8 piste, un dispozitiv pentru înregistrări audio pe bandă magnetică. De-a lungul carierei sale de 46 de ani, Lear a înregistrat 120 de brevete de invenție.
În 1960, Lear s-a mutat în Elveția și a fondat Swiss American Aviation Company (SAAC), o filială a companiei sale din Statele Unite. Scopul filialei era să reproiecteze avionul de vânătoare FFA P-16, transformându-l într-un mic avion cu reacție pentru afaceri numit SAAC-23. După două accidente aviatice avute în timpul zborurilor cu FFA P-16, autoritățile elvețiene au renunțat la comanda dată pentru noul tip de avion și nu a putut fi găsit nici un alt cumpărător.

## Întâlnirea cu Regele Mihai
În perioada 1956-1958, regele Mihai I al României a lucrat ca pilot de încercare pentru filiala elvețiană a companiei lui Lear. Regele deținea brevetul de pilot din 1943 (dând curs pasiunii sale pentru aviație, obținuse brevetul în urma lecțiilor luate cu comandorul Traian Udriski) dar, pentru a putea pilota pentru o companie americană, a urmat un curs de specializare cu durata de 6 luni la Santa Monica, în SUA.
După încetarea scurtei colaborări cu Lear, MS Regele Mihai a devenit unul dintre acționarii companiei Metravel.